# Nangolo Mbumba
Nangolo Mbumba (Oshikoto, 15 de agosto de 1941) é um político namibiano que atualmente serviu como presidente interino da Namíbia desde o falecimento do então presidente Hage Geingob, que havia sido diagnosticado com câncer, em 4 de fevereiro de 2024.
Membro da Organização do Povo do Sudoeste Africano (em inglês: Southwest Africa People's Organization, SWAPO), Mbumba chefiou vários ministérios da Namíbia: Agricultura, Água e Desenvolvimento Rural (1993-1996), Finanças (1996-2003), Informação e Radiodifusão (2003-2005), Educação (2005-2010) e Segurança (2010-2012). De 2012 a 2017, foi secretário-geral da SWAPO.

## Política
Mbumba assumiu oficialmente um cargo na SWAPO em 1985 como Secretário Adjunto de Educação e Cultura. Deixando esse cargo em 1987, ele entrou no cargo de Secretário Pessoal do Presidente da SWAPO, Sam Nujoma. Continuando em cargos interpartidários, incluindo como administrador adjunto de Walvis Bay durante sua transferência para a Namíbia em 1994, ele trabalhou seu caminho até a escada do partido.
Desde 1993, Mbumba tem servido na Assembleia Nacional da Namíbia e em ministérios como Agricultura, Água e Desenvolvimento Rural (1993-1996), Finanças (1996-2003), Informação e Radiodifusão (2003-2005), Educação (2005-2010) e Segurança (2010-2012).
Mbumba foi eleito secretário-geral da SWAPO no congresso de 2012, uma posição considerada #3 na estrutura do partido. Ele venceu com 352 votos contra 244 de Utoni Nujoma e prometeu antes da eleição que renunciaria ao cargo ministerial se fosse bem-sucedido.  Em 4 de dezembro de 2012, Immanuel Ngatjizeko foi nomeado para substituí-lo como Ministro da Segurança e Proteção na remodelação do gabinete que se seguiu ao congresso.
Quando Nickey Iyambo, primeiro vice-presidente da Namíbia, foi removido do cargo por motivos de saúde precários, o presidente Hage Geingob nomeou Mbumba como sucessor.
Mbumba tornou-se presidente interino da Namíbia após a morte de Hage Geingob em 4 de fevereiro de 2024 e deverá terminar o período de mandato do antecessor.